# NGC 2272
NGC 2272 este o galaxie lenticulară situată în constelația Câinele Mare. A fost descoperită în 20 ianuarie 1835 de către John Herschel. Se află la o distanță de 29,23 de megaparseci de Pământ.